# Manuel Caño
Manuel Caño (Tamames, 1931) è un regista e sceneggiatore spagnolo.

## Biografia
Manuel Caño inizia la sua carriera nel mondo del cinema negli anni ‘60. Ha lavorato con il regista Silvio F. Balbuena ed insieme realizzarono Siempre en mi recuerdo (1962),  ed il film Sonría por favor (1964)
Come produttore finanzio due lungometraggi ed un documentario del regista Julio Coll e per il regista Mario Bava si occupò della produzione di Il rosso segno della follia (1970). 
Ha scritto e diretto due film dedicati a Tarzan: Zan, re della giungla (1969) e Tarzan e la pantera nera (1972)
Nel 1980 scrive e dirige il lungometraggio Perro de alambre, adattamento del romanzo Perro mundo dello scrittore cubano Carlos Alberto Muntaner e dirige il film Carta a nadie. 

## Filmografia

### Regia e sceneggiatore
- Siempre en mi recuerdo co-diretto con Silvio F. Balbuena (1962)
- Sonría, por favor co-diretto con Silvio F. Balbuena (1964)
- A mí qué me importa que explote Miami (1976)
- Perro de alambre (1980)

### Regia
- Zan, re della giungla (1969)
- Tarzan e la pantera nera (1972)
- El pantano de los cuervos (1974)
- Vudú sangriento (1974)
- Carta a nadie (1980)

### Produttore
- Il sapore della vendetta, regia di Julio Coll (1968)
- En vísperas de la Olimpíada México 68, regia di Julio Coll (1968) - documentario
- El mejor del mundo, regia di Julio Coll (1969)
- Il rosso segno della follia, regia di Mario Bava (1970)